# Free Enterprise I
Die Free Enterprise I (bis 1965 nur Free Enterprise) war ein 1962 in Dienst gestelltes Fährschiff der britischen Reederei Townsend Car Ferries. Sie stand bis 1979 vorwiegend zwischen Dover und Calais im Einsatz, ehe sie 1980 nach Griechenland verkauft wurde und dort noch bis 2007 unter verschiedenen Namen und Eignern im Einsatz stand. 2013 erfolgte der Abbruch des Schiffes im türkischen Aliağa.

## Geschichte
Die Free Enterprise wurde am 7. August 1961 unter der Baunummer 424 in der Werft von I.C.H. Holland (Gusto Yard) in Schiedam auf Kiel gelegt und lief am 2. Februar 1962 vom Stapel. Nach ihrer Ablieferung an Townsend Car Ferries nahm sie am 22. April den Fährdienst von Dover nach Calais auf. Die Free Enterprise hatte keine Schwesterschiffe, war in ihrem Design jedoch Vorbild für die in den darauffolgenden Jahren gebauten Fähren der späteren Reederei Townsend Thoresen.
1965 wurde der Name der Free Enterprise in Free Enterprise I umgeändert, da Townsend Car Ferries im selben Jahr die größere Free Enterprise II in Dienst stellte. 1968 fusionierte die Reederei mit Thoresen Car Ferries zu Townsend Thoresen. Am 13. November 1972 lief die Free Enterprise I vor Calais auf Grund und erlitt hierbei leichte Schäden. Seit 1975 wurde sie in den Sommermonaten neben der Dover-Calais-Route auch zwischen Cairnryan und Larne eingesetzt. Von 1977 an stand das mittlerweile veraltete und kleine Schiff nur noch in den Sommermonaten im Einsatz und war im Winter in Tilbury aufgelegt. An Heiligabend 1979 wurde die Free Enterprise I offiziell ausgemustert.
Im Februar 1980 ging die Fähre an die griechische Reederei Ventouris Sea Lines und erhielt den Namen Kimolos. Nach Umbauarbeiten in Piräus nahm sie am 2. März 1981 den Dienst zwischen Piräus und den Kykladen auf. Am 24. November desselben Jahres lief das Schiff abermals auf Grund, diesmal vor Sifnos. Im Juni und August 1983 folgten zwei weitere Grundberührungen, im letzteren Fall mit stärkeren Beschädigungen durch Wassereinbruch in den Maschinenraum. Auch die weitere Dienstzeit der Kimolos unter Ventouris blieb nicht ohne Zwischenfälle: Im Oktober 1992 kollidierte sie vor Rhodos mit einem Wrack, im Februar 1993 lief sie abermals vor Sifnos auf Grund.
1993 ging die Fähre als Ergina an die Hellenic Coastal Lines (eine Tochtergesellschaft von Ventouris). 1995 folgte eine Umbenennung in Ventouris, ehe sie im Mai 1995 den Namen Methodia II erhielt und fortan wieder für Ventouris im Dienst stand. Eine nur kurze Einsatzzeit, da sie im Juli 1995 aufgrund finanzieller Schwierigkeiten der Reederei erneut aufgelegt werden musste. Seit Januar 1997 stand das Schiff für die Reederei Sinderella in Piräus als Ausflugsschiff unter dem Namen Kallisti im Einsatz. Ziele dieser eintägigen Mini-Kreuzfahrten waren unter anderem Kreta, Santorin, Lavrio, Tinos oder Mykonos.
2003 wurde die Kallisti aufgelegt. Nach einem kurzen Einsatz zwischen Rhodos und Symi 2004 ging sie im Juli 2005 an Ionian Islands Day Cruises in Piräus. Als Okeanis nahm sie fortan wieder den Dienst für Tagesreisen auf, diesmal nach Ithaka. Von Juli 2007 an war Santorin das Ziel ihrer Reisen. Noch im selben Jahr beendete das nun 45 Jahre alte Schiff seine Dienstzeit endgültig.
Nach mehreren Jahren Aufliegezeit in der Bucht von Elefsina wurde die Okeanis im Januar 2013 zum Abbruch verkauft. Unter Schlepp traf sie am 3. Juni (andere Quellen sprechen von 6. Juni) 2013 bei den Abwrackwerften von Aliağa ein. Das zum Zeitpunkt seines Abbruchs 51 Jahre alte Schiff überlebte einen großen Teil ihrer in den 1960er, 1970er und 1980er Jahren in Dienst gestellten Nachfolger der Free-Enterprise-Reihe.